# Krigsmaterielinspektionen
Krigsmaterielinspektionen (KMI), var en statlig svensk organisation som inrättades 1935 och existerande fram till 31 januari 1996, då den uppgick i den då nybildade myndigheten Inspektionen för strategiska produkter. KMI utgjorde ingen egen myndighet utan ingick ursprungligen i Handelsdepartementet och senare i Utrikesdepartementets handelsavdelning. Dess chef betecknades Krigsmaterielinspektör.

## Krigsmaterielinspektörer
Följande personer har varit krigsmaterielinspektörer:
- 1935–1945: Karl Axel Bratt
- 1946–september 1960: Carl Hamnström
- oktober 1960–31 december 1964: Carl Årmann
- 1 januari 1965–4 april 1968: Björn Bjuggren
- april 1968–juni 1968: Bo Gejrot (vikarierande)
- 1 juli 1968–30 juni 1977: Lage Thunberg
- 1 juli 1977–29 december 1979: Bengt Rosenius
- juli 1979–28 februari 1980: Sven Norberg och Jörgen Holgersson (på korttidsförordnanden)
- 1 mars 1980–31 januari 1981: Sven-Olof Olin
- 1 februari 1981–15 januari 1987: Carl-Fredrik Algernon
- 16 januari 1987–4 oktober 1987: Jörgen Holgersson (tillfälligt förordnad)
- 1987–1994: Sven Hirdman
- 1994–1995: Dennis Harlin (tillförordnad)
- 1995–1996 (2000): Staffan Sohlman